# Сойер, Том, барон Сойер
Лоуренс Сойер, барон Сойер (англ. Lawrence Sawyer, Baron Sawyer; 12 мая 1943 — август 2025), более известный как Том Сойер (англ. Tom Sawyer), — британский профсоюзный деятель и политик от Лейбористской партии. Он занимал пост генерального секретаря Лейбористской партии с 1994 по 1998 год и был одним из ключевых архитекторов эпохи «Новых лейбористов» под руководством Тони Блэра.

## Ранние годы
Сойер родился в Дарлингтоне, Англия, и получил образование в школах Dodmire School, Eastbourne Comprehensive School и Darlington Technical College. В возрасте 15 лет начал работать на заводе в инженерной отрасли.

## Карьера

### Профсоюзная деятельность
В 1971 году Сойер стал офицером Национального союза работников общественного сектора (NUPE), а в 1975 году — региональным офицером по Северу. В 1981 году он был назначен заместителем генерального секретаря NUPE и продолжил работать в этой роли после слияния союза в UNISON до 1994 года.

### Лейбористская партия
С 1981 по 1994 год Сойер был членом Национального исполнительного комитета Лейбористской партии, а с 1990 по 1991 год — его председателем. В 1994 году он стал генеральным секретарем партии и сыграл ключевую роль в подготовке к победе на всеобщих выборах 1997 года. Он ушел с поста на партийной конференции 1998 года и 4 августа того же года получил пожизненное пэрство как барон Сойер из Дарлингтона в графстве Дарем.

### Прочие должности
С 2005 по 2017 год Сойер занимал пост канцлера Университета Тиссайда, сменив на этой должности бывшего члена Европейской комиссии Леона Бриттана. В 2018 году он стал президентом Общества Уильяма Морриса, оставаясь на этой должности в течение пяти лет.

## Смерть
Сойер скончался в августе 2025 года в возрасте 82 лет. Лидер Лейбористской партии Кир Стармер выразил соболезнования, отметив его вклад в движение за права трудящихся и трансформацию партии в период «Новых лейбористов».